# Flüelen
Flüelen är en ort och kommun i kantonen Uri, Schweiz. Kommunen har 2 060 invånare (2023).